# جان لويس روبنسون
جان لويس روبنسون (بالفرنسية: Robinson Jean-Louis) هو سياسي مدغشقري، ولد في 22 مارس 1952. انتخب وزير الصحة.